# Foka
Foka (Phoca) – rodzaj dużych, morskich ssaków z podrodziny Phocinae w obrębie rodziny fokowatych (Phocidae).

## Rozmieszczenie geograficzne
Rodzaj obejmuje gatunki występujące w północnym Oceanie Atlantyckim i Spokojnym, w przybrzeżnych wodach Ameryki Północnej, północnej Europy i wschodniej Azji.

## Morfologia
Długość ciała samic 120–170 cm, samców 140–190 cm; masa ciała samic 65–120 kg, samców 85–140 kg; nowo narodzone foki mierzą 75–100 cm i ważą 7–12 kg.

## Systematyka
Rodzaj zdefiniował w 1758 roku szwedzki przyrodnik Karol Linneusz w pierwszej części dziesiątego wydania Systema Naturae, publikacji własnego autorstwa poświęconej systematyce zwierząt, roślin i minerałów. Linneusz wymienił cztery gatunki – Phoca ursina Linnaeus, 1758, Phoca leonina Linnaeus, 1758, Phoca rosmarus Linnaeus, 1758 i Phoca vitulina Linnaeus, 1758 – z których gatunkiem typowym jest (Linneuszowska tautonimia) Phoca vitulina Linnaeus, 1758 (foka pospolita).

### Etymologia
- Phoca: gr. φωκη phōkē ‘foka’[11].
- Ambysus: etymologia niejasna, Rafinesque nie wyjaśnił znaczenia nazwy rodzajowej[12].
- Arctias: gr. αρκτος arktos ‘niedźwiedź’; przyrostek -ιας -ias ‘specjalna cecha’[13].
- Calocephalus: gr. καλος kalos ‘piękny’; -κεφαλος -kephalos ‘-głowy’, od κεφαλη kephalē ‘głowa’[14]. Gatunek typowy: Cuvier wymienił kilka gatunków – Calocephalus discolor F. Cuvier, 1826 (species inquirenda), Calocephalus lagurus F. Cuvier, 1826 (= Phoca groenlandica Erxleben, 1777), Calocephalus vitulinus F. Cuvier, 1826 (= Phoca vitulina Linnaeus, 1758), Calocephalus leporinus F. Cuvier, 1826 (= Phoca barbata Erxleben, 1777), Calocephalus groenlandicus F. Cuvier, 1826 (= Phoca groenlandica Erxleben, 1777), Calocephalus hispidus F. Cuvier, 1826 (= Phoca hispida von Schreber, 1775) i Calocephalus barbatus F. Cuvier, 1826 (= Phoca barbata Erxleben, 1777) – z których gatunkiem typowym jest Phoca vitulina Linnaeus, 1758.
- Halicyon: gr. ἁλι- hali- ‘morski’, od ἁλς hals, ἁλος halos ‘morze’; κυων kuōn, κυνος kunos ‘pies’[15]. Gatunek typowy (oznaczenie monotypowe): Halicyon richardii[b] J.E. Gray, 1864.
- Haliphilus: gr. ἁλι- hali- ‘morski’, od ἁλς hals, ἁλος halos ‘morze’; φιλος philos ‘miłośnik’, od φιλεω phileō ‘kochać’[15]. Gatunek typowy (oznaczenie monotypowe): Halichoerus antarcticus T.R. Peale, 1848 (= Phoca vitulina Linnaeus, 1758).

### Podział systematyczny
Do rodzaju należą następujące występujące współcześnie gatunki:
| Grafika | Gatunek        | Autor i rok opisu | Nazwa zwyczajowa | Podgatunki         | Rozmieszczenie geograficzne | Podstawowe wymiary           | Status IUCN |
| ------- | -------------- | ----------------- | ---------------- | ------------------ | --- | ---------------------------- | ----------- |
|         | Phoca vitulina | Linnaeus, 1758    | foka pospolita   | 3 podgatunki       | północny Ocean Atlantycki w północno-wschodniej Kanadzie, wschodnich Stanach Zjednoczonych, zachodniej i wschodniej Grenlandii, Islandii, na Svalbardzie i w Morzu Barentsa na południe do północno-zachodniej Francji (Bretania), północnego Oceanu Spokojnego od Aleutów wzdłuż zachodniej Kanady i zachodnich Stanów Zjednoczonych do Kalifornii Dolnej w północnym Meksyku na wschodzie i wzdłuż Kamczatki i Wysp Kurylskich do Hokkaido w północnej Japonii na zachodzie | DC: 120–190 cm MC: 80–140 kg | LC          |
|         | Phoca largha   | Pallas, 1811      | foka plamista    | gatunek monotypowy | północny Ocean Spokojny od Morza Żółtego i Zatoki Pohaj w północnej Chińskiej Republice Ludowej na północ przez Morze Japońskie, Morze Ochockie, Morze Beringa i Morze Czukockie do zachodniego Morza Beauforta i Alaski | DC: 151–176 cm MC: 65–115 kg | LC          |

Kategorie IUCN:  LC  – gatunek najmniejszej troski.
Opisano również gatunki wymarłe:
- Phoca moori Newton, 1890[18] (Europa)
- Phoca procaspica Gadzhiev, 1961[19] (Azja)